# Nelson Ferreira (Tontechniker)
Nelson Ferreira ist ein Tontechniker.

## Leben
Ferreira begann seine Karriere im Filmstab 1992 bei der Postproduktion des Thrillers Blutige Ernte von Regisseur David Marconi. In den Folge arbeitete er an zahlreichen B-Movies, teilweise ohne Namensnennung im Abspann. Er arbeitete auch für das Fernsehen und Direct-to-Video-Produktionen wie From Dusk Till Dawn 2 – Texas Blood Money und From Dusk Till Dawn 3 – The Hangman’s Daughter.
Ferreira war für zahlreiche kanadische Filmpreise nominiert. Den Canadian Screen Award gewann er zwei Mal, hinzu kommen zahlreiche DGC Craft Awards der Directors Guild of Canada. Er wurde 2008 mit dem Gemini Award ausgezeichnet und war 2009 für den Genie Award nominiert. 2018 war Ferreira für Guillermo del Toros Fantasydrama Shape of Water – Das Flüstern des Wassers zusammen mit Nathan Robitaille für den Oscar in der Kategorie Bester Tonschnitt nominiert, die Auszeichnung ging in diesem Jahr jedoch an Christopher Nolans Kriegsfilm Dunkirk.

## Filmografie (Auswahl)
- 1996: Maximum Risk
- 1996: The Quest – Die Herausforderung (The Quest)
- 1997: Robinson Crusoe (Daniel Defoe’s Robinson Crusoe)
- 2001: Der vierte Engel (The Fourth Angel)
- 2005: Land of the Dead (George A. Romero’s Land of the Dead)
- 2006: Skinwalkers
- 2006: The Fountain
- 2008: Hamlet 2
- 2010: Black Swan
- 2010: Small Town Murder Songs
- 2014: Perfect Sisters
- 2017: Shape of Water – Das Flüstern des Wassers (The Shape of Water)
- 2019: Georgetown
- 2021: Nightmare Alley
- 2022: Firestarter

## Nominierungen
- 2018: Oscar-Nominierung in der Kategorie Bester Tonschnitt für Shape of Water – Das Flüstern des Wassers